# NIKITA
『NIKITA』（ニキータ）は、主婦と生活社から発行されていた月刊の女性向けファッション雑誌である。

## 概要
2004年9月28日創刊。毎月28日発売。男性誌『LEON』の女性版という位置づけで、30代の女性をメイン・ターゲットとした。『LEON』と同じく岸田一郎が編集長を務め、艶女（アデージョ）、艶男（アデオス）などの流行語を生み出した。『NIKITA』という誌名は『LEON』と同様、岸田がリュック・ベッソン監督の同名作品を気に入っていたことから付けられた。創刊号の特集およびキャッチは「コムスメに勝つ！」。
2006年9月に岸田が主婦と生活社を退社した後、発行部数及び広告収入の伸び悩みを理由に、2008年1月28日発売の2008年3月号をもって休刊された。
なお、ニキータというキーワード自体は、雑誌の休刊後も「LEON」の誌面で引き続き登場している。